# Capreolo
Capreolo (latino: Capreolus) (... – Cartagine, verso il 435) è stato un vescovo romano, vescovo di Cartagine dal 430 fino alla morte.

## Biografia
Fu il successore del vescovo Aurelio alla sede episcopale di Cartagine verso l'anno 430, proprio quando i Vandali avevano appena iniziato l'invasione dell'Africa settentrionale. Viste le condizioni disastrose in cui si trovava la provincia africana, che rendevano impossibile inviare una rappresentativa e numerosa delegazione presso il concilio di Efeso, indetto nel 431 per discutere delle dottrine di Nestorio, Capreolo inviò il proprio diacono Besula con una sua lettera personale, dove si giustificava per la propria assenza, ma al tempo stesso condannava la dottrina nestoriana.
La sua morte è generalmente posta nel 435.

## Opere
- Epistola ad Synodum Ephesinam, di cui esistono sia la copia in latino che quella in greco;
- Epistola de una Christi veri Dei et Hominis Persona contra recens damnatum Haeresim Nestorii;
- un frammento di una lettera indirizzata all'imperatore Teodosio I, in cui si riportava la morte di sant'Agostino;
- Sermo de Tempore Barbarico, sermone relativo all'invasione dei Vandali, ritenuto da alcuni studiosi opera di sant'Agostino.